# Messouda Mint Baham
Messouda o Messaouda Mint Baham (Mederdra, 1964) es una política mauritana, Ministra de Desarrollo Rural hasta 2009.

## Trayectoria
Licenciada en Ciencias Naturales en la Escuela Normal Superior de Nuakchot, especializada en el sector hortofrutícola y sobre fertilizantes orgánicos de la Universidad de Gembloux (Bélgica), realizó estudios de posgrado en la Universidad de Barcelona y en la Universidad Internacional Euroamericana.
Profesora de Ciencias Naturales en educación secundaria, ha sido jefe de los Servicios de Protección Fitosanitaria, directora general del Centro Nacional de Investigación y Desarrollo Agrícola y Secretaria General del Ministerio de Educación. El 31 de agosto de 2008 fue nombrada Ministra de Desarrollo Rural en el gobierno bajo control militar surgido tras el golpe de Estado de ese mismo año, con Mulay Uld Mohamed Laghdaf como primer ministro, puesto que ocupó hasta 2009.
Fue elegida de nuevo por el parlamento en 2018, por el partido Al Islah, y en octubre de 2019 fue elegida como primera secretaria de la Asamblea Nacional.